# Herb Biskupca
Herb Biskupca – jeden z symboli miasta Biskupiec i gminy Biskupiec w postaci herbu.

## Wygląd i symbolika
Herb przedstawia zamek, jako gmach o spadzistym dachu z okalającymi go murami, z dwiema wieżami z blankami. Poniżej widoczna jest tarcza, na której przedstawione są obustronne schody. Między tarczą i zamkiem umieszczony jest kapelusz biskupi – mitra.
Mitra nawiązuje do godności biskupiej założyciela miasta. Tarcza ze schodami nawiązuje do herbu rodzinnego biskupa Henryka Sorboma.